# Ólafur Jóhannesson
Ólafur Jóhannesson, född 1 mars 1913, död 20 maj 1984, var en isländsk politiker. 

## Biografi
Jóhannesson blev 1968 ordförande i Framstegspartiet. Han var Islands statsminister under två ämbetsperioder. Den första perioden satt han från 14 juli 1971 till 28 augusti 1974 i en koalitionsregering med liberala vänstern. År 1974 blev han justitie-, kyrko- och handelsminister i en av Självständighetspartiet ledd koalition.
Hans andra period som statsminister löpte från 1 september 1978 till 15 oktober 1979.